# Хришћанство
Хришћанство (грч. χριστιανισμός, лат. christianitas) једна је од три највеће монотеистичке (једнобожачке) религије која је настала на простору некадашњег Римског царства током 1. вијека.
Хришћaни сe рaзликују у мишљeњу и убeђeњимa у вeзи сa тумaчeњeм одређених библијских одломaкa, aли вeрују у исти основни принцип- дa je Исус Христос Божији Син који је плaтио цeну људског грeхa умрeвши нa крсту и устaвши из мртвих.
Јеврејска и хришћанска вера имају заједничко учење о понизности везано за Стари завет. У личности Мојсија, који је водио израелски народ из ропства у Египту у Обећану земљу, понизност је знак Божје снаге и намене, а не слабости. Библија каже: „Мојсије је био врло скроман човек, најскромнији човек на земљи.” Мојсије је подједнако слављен од стране јеврејских и хришћанских верника.
Основу хришћанског учења чине Стари и Нови завјет. Према хришћанском схватању, Стари завјет је васпитач, претходница и припрема за долазак Месије, обећаног спаситеља свијета. Нови је, пак, завјет испуњење старозавјетних пророчанстава и проповијед побједе над гријехом и смрћу, те обећање доласка Божјег царства и вјечног живота.
Први дио Новог завјета сачињавају четири јеванђеља која описују живот, чуда, проповиједи, смрт, васкрсење и вазнесење Исуса Христа, рођеног у Витлејему, у Галилеји. Хришћани заједно чине Христову цркву која, по Новом завјету Светог писма, представља Исусово тијело.
Хришћани вјерују да је Исус син Божији и Месија (Христос) за кога су пророци најавили да ће доћи на Земљу (Стари завјет) да спаси људе од смрти. За хришћане, Исус Христос је учитељ, модел за прави начин живота на Земљи, једно од три личности Бога, спасилац човјека, који је на крсту дао свој живот за све људе, да би се људи могли искупити за своје гријехе и на тај начин се спасити од смрти. Хришћани вјерују да је Исус васкрсао из мртвих, трећи дан по распећу, да се узнио на небо, и на тај начин побиједио смрт. Већина хришћана сматра да ће Исус поново доћи на Земљу, узети своју Цркву и судити свим људима (живима и мртвима) који су икада живјели на Земљи.
Исус Христос је проповиједао о будућем Божјем (небеском) царству и значају његовога боравка на Земљи. Многи поборници су га сматрали Месијом. Грчка ријеч Χριστός у преводу значи месија, па су тако прве Христове сљедбенике у Антиохији назвали хришћанима (χριστιανοί), именом које је остало до данас. Хришћанство је представљало прву универзалистичку религију, насупрот дотадашњим националним религијама, и проповиједало једнакост свих људи пред Богом: Јевреја, Грка, Римљана, сиромашних, богатих, жена, мушкараца. Због свега што је Исус проповиједао, а што је описано у четири јеванђеља (која су прве четири књиге Новога завјета), број Исусових ученика и сљедбеника брзо је растао, посебно међу простим људима.
Хришћани називају поруку Исуса Христа јеванђељем („добра вијест“) и тако се књиге гдје су записана Исусова проповиједања и живот, зову јеванђеља (четири јеванђеља у Новом завјету).
По поријеклу, хришћанство је сродно јудаизму, са којим има доста заједничких текстова. Хебрејска Библија, је у хришћанском контексту позната као Стари завјет. Хришћанство се сматра за Аврамску религију, заједно са јудаизмом и исламом. Најраније свједочанство о хришћанима и хришћанству налази се у Апостолским дјелима (једна од библијских књига Новога завјета) Дјела 11:26: „И они се цијелу годину састајаше са Црквом, и учаше многи народ; и најприје у Антиохији ученици бише названи хришћани.“
Догматске разлике, као и политичке прилике и разни интереси довели су до тога да је данас хришћанство раздијељено и разједињено. Међу великим бројем људи, који се изјашњавају као хришћани, многа хришћанска начела се данас не примјењују и не поштују. Велики број хришћана у разним деноминацијама свели су своје „хришћанство“ на неколико ритуала — обреда, којима присуствују неколико пута годишње (на црквене празнике).
Хришћанство је играло виталну улогу у обликовању Западне цивилизације, бар од 4. вијека нове ере. Данас, хришћанство представља територијално најраспрострањенију и бројчано највећу свјетску религију, са бројем вјерника који се креће у распону од 1,5 до 2,1 милијарде особа.

## Историја хришћанства

### Рани период
Званично, хришћанство настаје у 1. вијеку нове ере међу сљедбеницима Исуса Христа. Рођење Исуса Христа представља почетак нове ере и новог рачунања времена.
Под водством апостола Петра, Павла и осталих, настајале су хришћанске заједнице најприје од Јевреја који су напустили јудаизам и прихватили Исусово учење; те хришћанске заједнице од невјерника (не Јевреја).
Може се рећи да су темељи хришћанства постављени 2000. година прије н. е, појавом пророка Аврама, Исака и Јакова. Аврам, Исак и Јаков представљени су као пророци који су вјеровали у бога кога су називали Јехова (хебр. יתזח — правилан назив је Јахве, а не Јехова али се овај други појам одомаћио од 14. вијека). Они су проповиједали божије ријечи међу људима и тако је народ знао о постојању Јехове.
Рано хришћанство појављује се на тлу Израела, који су тада били освојили Римљани. За само три вијека, постало је званична религија многих држава и народа. Хришћанство се раширило преко Средоземља, са прогонима од стране римских императора.
Од почетка, хришћани су били изложени разним врстама злочина, укључујући спаљивања, мучења, распећа, прогоне итд. Римски император Нерон је 64. године оптужио хришћане за велики пожар у Риму. Хришћанска црква сматра, да су тада под Нероном, апостоли Петар и Павле убијени у Риму. Даље прогањање хришћана и цркве се наставља и под девет других римских императора, највише под владавином Деција Трајана и Диоклецијана.
Негдје око 150. године хришћански учитељи, у сврху одбране своје вјере, почињу са писањем теолошких и апологетских дјела. Ови аутори су знани као црквени оци. Посебно познати су: Игњатије Богоносац, Поликарп, Јустин Филозоф, Иринеј Лионски, Тертулијан, Климент Александријски и Ориген.
На хришћанство су у то вријеме имале утицај друге различите вјере као, гностицизам и митраизам. Исто тако хришћанство је прихватило неке елементе од паганских религија. О нивоу или степену утицаја на хришћанство, мишљења међу научницима се доста разликују.
Император Константин Велики (4. вијек) је 313. године озаконио хришћанство, а Теодосије I га 380. године прогласио за религију Римског царства. Константин је сазвао Први васељенски сабор који је одржан у Никеји у Малој Азији током маја и јуна 325. године. То је био први васељенски сабор хришћанске цркве, а његовом најзначајнијом посљедицом се сматра, доношење прве обједињене хришћанске доктрине „Никејског симбола вјере“.

### Милански едикт
Цар Константин Велики (306—337) је 30. априла 313. године Миланским едиктом прогласио равноправност хришћанства са осталим религијама, и оно 380. године (67 године послије) постаје и званична државна религија у Римском царству.
Константин Велики је био амбициозан човјек који се за хришћанство везао постепено. У том постепеном прелазу, удаљавајући се од паганства, већ 315. године одбија да се попне на капитол како би принио жртве пред паганским храмом бога Јупитера. Године 319. цар је толико одступио од паганства, да је те године објавио едикт о поништавању паганских вјера. Ипак, унеколико помирљива политика према паганима остаје на снази, све до 323. године, када побјеђује свог зета Лицинија у борби за власт, и када постаје једини владар Империје.
Посљедњих година, пред смрт, Константин је наредио градњу Цркве Светих апостола у Цариграду, на једном узвишењу које надвисује цио град. Имао је жељу да буде крштен на ријеци Јордану, али га је лоше здравље у томе спријечило. Непосредно након Васкрса 337. године, у Никомедији га је крстио Јевсевије Никомидијски, а умире 22. маја 337. године на сам празник Духове.

### Средњи вијек
У то вријеме развијају се и први облици монаштва. Око 500. године Бенедикт Нурсијски је поставио монашка правила, са чиме је основао систем по којима су се управљали манастири на западу.
У 8. вијеку долази до спора око икона (иконоборство), које је византијска страна промовисала. Коначно, 787. године на Другом никејском сабору, борбе су се окончале у корист признавања икона и иконографије.
Изван граница Римског царства хришћанство се проширило на Јерменију, Етиопију, Персију и Индију и међу Келтима. За вријеме Велике сеобе народа, разни германи су прихватили хришћанство (Аријанство — међу Готима и Вандалима), али касније је хришћанство надвладало, почевши са Францима. Источноевропски Словени генерално су прихватили византијски облик хришћанства (као нпр. Русија 988. године). Културне, догматске и друге разлике су раздвојиле Источну и Западну цркву и направиле Велики раскол (1054).
Долази до подјеле хришћанске цркве на Западну (латински језик) са сједиштем у Риму, и Источну (грчки језик) са сједиштем у Константинопољу, са значајнијим заједницама у Египту и Сирији. Западна и Источна црква се не слажу у многочему прије свега у вези бројних административних, литургијских и доктринарних ствари, од којих иступа посебно учење о филиокве, учење о чистилишту и примат папе у црквеној хијерархији. Шизма је остала и до данашњих дана.
Од 7. вијека, источно хришћанство је на удару ислама који је освојио Блиски исток, сјеверну Африку и већину Пиринејског полуострва. Слиједили су многи војни конфликти, укључујући: Крсташке ратове, шпанска Реконкиста, пад Византијског царства и југоисточне Европе под турску власт.

### Протестантска реформација
Западно хришћанство у средњем вијеку карактеришу сукоби локалних власти и Папа, развој римокатоличке теологије и филозофије. Због великог незадовољства и корупције у Католичкој Цркви, појавила се потреба за реформацијом. Католичка црква успијева да покрене Контрареформацију са Трентским савјетом (1545—1563), након издавања 95 теза 1517. године од стране Мартина Лутера. Ово је један од кључних периода у историји западног хришћанства када долази до реформације, која је довела до појаве бројних огранака у западном хришћанству из Римокатоличке цркве. Тако 1534. године енглески краљ Хенри VIII, проглашава себе поглаварем цркве Енглеске, 1536. године укидају се манастири у Енглеској, Велсу и Ирској.
Као резултат колонијалне експанзије од стране моћних западних држава, као и због мисионарског жара, западно хришћанство се у разним облицима проширило на подручја Сјеверне и Јужне Америке, Океаније, источне Азије и подсахарске Африке. У западној Европи долази до ратова гдје су религијски сукоби играли велику улогу.

### Ново доба
Са све већим просвјетитељством, западно хришћанство се суочава са новим научним тумачењима, као и са појављивањем библијског критицизма, скептицизмом и савремене политичке идеологије, либерализмом, национализмом и социјализмом (комунизмом). Долази до појава дехристијанизације током Француске револуције, Шпанског грађанског рата, а посебно Октобарске револуције.
У 19. и 20. вијеку, развијају се још и екуменизам, Харизматични покрет и Хришћански фундаментализам. У новије вријеме приврженост хришћанству у Европи (посебно западној) прилично је опало, гдје се модернизација и секуларизам учвршћују.
Хришћaни сe рaзликују у мишљeњу и убeђeњимa у вeзи сa тумaчeњeм одређених библијских одломaкa, aли вeрују у исти основни принцип- дa je Исус Христос Божији Син који је плaтио цeну људског грeхa умрeвши нa крсту и устaвши из мртвих.

## Хришћанске општине
У 1. вијеку, хришћани су се због прогањања морали тајно окупљати. Заједнице хришћанских вјерника звале су се црквене општине. Било их је у свим дијеловима римског царства, и у њима је имовина била заједничка. Општине су биле организоване у епархије на чијем челу је био епископ.

## Црква и ширење хришћанства
Црква првих хришћана формирана је око апостола у Јерусалиму. Послије Духова (дан када је, по Исусовом предсказању, Свети Дух сишао на апостоле), они објављују вијести о Исусовом васкрсењу. Оснивају цркву по цијелом Средоземљу које је тада било под влашћу Римљана. Према списима апостола Петра (15—67. н. е), многи јудеисти окрећу се хришћанству. Они бивају искључени из јеврејских заједница.
Распадом Римског царства 476. године, хришћанство ће постати једина веза између двије новонастале државе — Западног и Источног римског царства. Распадом западног и развојем Источног царства, Средоземљем се развија бриљантна хришћанска култура, која ће прве значајније сукобе имати 650. године са новооснованом исламском религијом.

## Подјеле
Бројне несугласице између истока и запада Римског царства, као и различитост филозофских оријентација и тумачења теолошких питања (на примјер тумачење догме о Светом тројству) у различитим деловима царства проузроковале су раскол, односно подјелу хришћанске цркве. Велики раскол (грч. шизма) се десио 1054. године чиме је завршен спор између римског папе Лава IX и цариградског патријарха Михајла Керуларија. С једне стране је остала Православна црква (која поштује и чува каноне и одлуке седам васељенских сабора), која одбацује и не признаје универзални ауторитет, непогрешивост и примат папе, и која је данас организована углавном на националном нивоу. На другој страни, настала је Римокатоличка црква, над којом папа има потпуну јурисдикцију.
У хришћанству постоје разне групе са разним вјеровањима које се прилично разликују од културе до културе и од мјеста до мјеста. Од времена реформације, хришћанство се дијели на три главне гране:
- Римокатолицизам: Римокатоличка црква — највећа од свих хришћанских цркава; чине је Западна црква и 22 источне католичке цркве; има преко милијарде крштених људи;
- Православље: Православна црква — друга највећа хришћанска црква; чине је аутокефалне и аутономне цркве; има око 340 милиона крштених људи;
- Протестантизам: Има разних група и деноминација као што су: англиканци, евангелисти, харизматици, презвитеријанци, аптисти, методисти, анабаптисти, адвентисти, квекери, пентекостници или пентекосталци итд.

Касније групе су настале одвајањем од старијих. Једни протестанти једноставно се изјашњавају као хришћани или наново рођени хришћани. Други, посебно у англиканизму и неолутеранизму, се изјашњавају као „и католици и протестанти“. Постоје и недоминацијске хришћанске цркве, које не спадају ни у једну од горе наведених група.
Мање источнохришћанске деноминације настале су из монофизитства (оријентално-православне цркве: јерменска, етиопска, еритрејска, коптска, маланкарска и сиријска црква), односно из несторијанства (асирска црква).
Друге цркве које су се прогласиле за „хришћанске“, али које се удаљују од горње класификације броје око 275 милиона чланова су афричка домородачка црква са око 110 милиона чланова (груба процјена), мормони са око 12 милиона чланова, Јеховини Свједоци са око 6,6 милиона чланова и друге групе. Све ове групе су настале из разних протестантских група.
Између једних група — заједница, владају велика несугласја — неслагања, док међу другима постоје симпатије.
Крајем 20. вијека, јавља се међу неким хришћанским огранцима жеља за сарадњом, помирењем и међусобним зближавањем. Екуменски покрет започео је међу протестантским црквама гдје је проблем заједничког дјеловања био најизраженији. Идеје о помирењу православних и католика су посебно ојачале међу теолозима после II ватиканског сабора и повлачењу анатеме између римског папе и васељенског патријарха (посјета Павла IV Цариграду 1967. године).

### Подјела Католичке цркве
У 16. вијеку у западном хришћанству се јавља снажан вјерско-политички покрет реформације чији је вођа био Мартин Лутер. Реформација је западно хришћанство подијелила на двије основне струје: католицизам и протестантизам (латински: protestatio - протест). Повод за побуну Мартина Лутера била је продаја индулгенција, односно опраштање гријехова, чак и будућих, вјерницима за новац. Индулгенцију је одобрио папа Јулије II. Покрет реформације и противреформације, расцјеп до ког је дошло у западном хришћанству, били су повод за многе дуге и тешке вјерске ратове (Вартоломејска ноћ, Стогодишњи рат). Касније је Жан Калвин створио своју интерпретацију протестантских учења. Оно што разликује протестантизам од католицизма је одбацивање свих црквених одлука, неприхватање папе као посредника између Бога и вјерника и одбацивање култа светаца, икона и Моштију. Савремени протестантизам се дијели на Лутеранску, Калвинистичку и Англиканску цркву.

## Вјеровања
Мада постоје велике разлике у мишљењима и тумачењима међу хришћанима, добар дио хришћана има заједничке темеље који су потребни за њихову вјеру.

### Симбол вјере
Симбол вјере (лат. credo „ја вјерујем”) представљају доктриналне изјаве, обично на религиозној основи. Почело се са формулом крштења да би се касније то раширило на изјаве вјере.
Апостолски симболи вјере (Symbolum Apostolorum) су били развијени између 2. и 9. вијека Апостолски симболи вјере нису се ни до данас промијенили и више или мање су присутни у већини деноминација.
- вјера у Бога Оца, Исуса Христоса као сина Божијега и Светог Духа
- смрт, спуштање до пакла и Васкрсење
- светост цркве и причешће светих
- Поновни долазак Исуса, страшни суд и спасење вјерних.

Никејски симбол вере, који је био одговор на аријанизам, је формулисан на Никејском сабору 325. године и у Константинопољу 381. године. Потврђен је као универзални симбол хришћанства Ефеским сабором 431. године.
Мада је Бог извор све љубави и доброте и сам савршена љубав и савршен добар, Бог је исто свеправедни и савршени Судија који човјеку суди по његовим дјелима, јер смисао човјекове егзистенције, није само овдашњи живот, него и будући живот вјечни.

### Исус Христос
Основно начело хришћанства је вјера у Исуса, сина Божијега и Месију (Христа). Исус је рођен је у Витлејему у Израелу (Палестини). Хришћани верују да се Исус Христос родио да би проповиједао Јеванђеље, Божију добру вијест, и да би народ поучавао. Кључно вјеровање је вјеровање о Исусовом распећу, које представља откуп свих људских гријехова, и његово васкрсење из мртвих. Дан Исусовог рођења хришћани празнују као Божић, а дан његовог васкрсења из мртвих као Васкрс. Дан Христовог страдања — распећа, обиљежен је као Велики петак. Хришћани вјерују у опште васкрсење мртвих и у нови живот.
Година Исусовог рођења представља годину почетка Нове ере и новог начина рачунања времена. Исус Христос, Божији син, шири своје учење о спасењу од смрти међу људима, да би се коначно мученичком смрћу жртвовао за људски род и устао из мртвих те у ускрснуо и вазнео се на небеса. Исус је према хришћанском вјеровању ширио своју веру, љубав, разумевање, скромност, снисходљивост по Галилеји, Јудеји и околним провинцијама због чега је осуђен на смрт разапињањем на крст, да би трећег дана васкрсао из гроба у који је био смјештен послије смрти на крсту.
Најновија истраживања потврђују да је Исус постојао (дјела нехришћанских књижевника из првог вијека Нове ере — Јосифа Флавија и Тацита). Основни извор о животу и раду Исуса Христа представља Нови завјет, други дио свете хришћанске књиге, Библије (грч. Библија у преводу „Књига“) или Светог писма.

### Живот Исуса Христа -по Библији
Према Библији Исус је Божији син кога је родила дјевица Марија. Наиме, његов долазак најавио је арханђел Гаврило којег је послао сам Бог. Гаврило је објаснио Марији да је она изабрана да роди Божијег сина и да ће убрзо бити оплођена Светим Духом. То је објаснио и Јосифу Праведном - будућем Маријином мужу. Рекао им је да дјетету дају име Исус. Тако је и било.
Исус убрзо постаје мудар проповједник. Сакупља народ и преноси им поруке од Бога дате, учећи их хришћанском моралу и принципима. Убрзо затим, почиње да чини чуда: лијечи болесне, храни гладне, оживљава мртве, поји жедне... Око 30. године свог живота бива крштен код Јована Крститеља. Потом бира дванаест апостола: Петра (Симона), Андрија, Јакова, Јована, Филипа, Вартоломеја, Матеја, Тому, Јакова, Симона, Тадеја и Јуду. Послије три године проповиједања бива ухапшен и доведен пред Санхедрин (јеврејски суд), а потом је предат римском гувернеру Понтију Пилату. Исус је осуђен да умре као роб разапет на крсту. На тајној вечери, уочи своје смрти, говори ученицима ко ће га издати. Такође им говори да ће, трећег дана послије своје смрти, васкрснути и придружити се своме оцу на небесима. За хљеб који је преломио и разделио на тој вечери, Исус је рекао да је то његово тијело, а за вино које је насуо и које су пили, да представља његову крв. И да тако треба и да остане. У тренутку када је подлегао у мукама разапет на крсту, спустио се мрак, иако је било подне и наступио је земљотрес. Последње ријечи су му биле: „Опрости им оче, јер не знају шта чине.“

### Спасење
Спасење од „гријеха и смрти“ се постиже само преко Исуса Христа. Ко вјерује тај ће бити спашен, а ко не тај је већ, с тим да не вјерује у Христа, сам себе осудио.
Највећи број хришћана вјерује да спасење подразумијева одлазак у рај (избјегавање пакла) послије овоземаљске смрти, мада има теолога који се по овом питању не слажу.

### Свето тројство
Православни, католички и монофизитски хришћани и већина протестантских хришћана вјерују у Исуса Христа као једну од три ипостаси (личности), једног јединог Бога. Бог је један, у лику Оца, Сина и Светог Духа — Света Тројица или Свето Тројство. Има хришћана који не прихватају Свето Тројство. Они вјерују да је Исус Божији син, али да није исто што и Бог.

### Библија — Свето писмо
Библија или Свето писмо је хришћанска света књига. Хришћани вјерују да су цијело Свето писмо написали људи надахнути Светим духом. Састоји се из два дијела: Старог завјета, у којем је описан настанак Неба и Земље и људи на њој, прошлост човјечанства, до рођења Исуса Христа, и Новог завјета, у коме је описан живот Исуса, кроз четири јеванђеља, и будућност људи на Земљи.
Оригинално, Нови завјет је написан углавном на грчком језику у првом и другом вијеку Нове ере. Иначе, сам Исус је говорио арамејским језиком. Овај језик данас је скоро мртав. Говори се само у Сирији у Маалули и у неколико мањих енклава. Нови завјет садржи укупно 27 списа канонизованих у неколико фаза закључно са четвртим вијеком, иако су сви текстови били довршени до средине другог вијека. Садржи четири јеванђеља (грчки: evangelion - добра вијест) и то по Матеју, Луки, Марку и Јовану. Прва три јеванђеља су синоптичка. Нови завјет такође садржи рану црквену историју (Дјела апостолска), двадесетједну посланицу и једну апокалипсу (Откровење Јованово).
Управо четири јеванђеља представљају извјештај о Исусовом животу, о његовим казивањима и дјелима. Према Библији, Исус је зачет безгрешним зачећем. То је најављено од стране старозаветног пророка Исаије „да ће Дјева зачети и родити сина“. Према историјским подацима рођен је у 31. години владавине римског императора Августа, у Витлејему, у Јудеји, од мајке Марије, у сиромашној јеврејској породици, која се склонила у Галилеју. Галилеја је планинска област западно од ријеке Јордан и Галилејског језера. Према Јосифу Флавију, код Јевреја су у то вријеме постојале три филозофске струје: фарисеји, садукеји и есени. Треба напоменути, да је Исус био попут рабина (хебрејски: учитељ, познавалац Светог писма), односно јеврејски свештеник и да је он у ствари изнутра реформисао јеврејску религију.
Јеванђеља (што у преводу са грчког значи „Добра вијест“), написана су између 65. и 100. године н. е. А написали су их Матеја, Марко, Лука и Јован, по којима су и добила имена. Сматра се да је Библија писана између 100. и 300. године нове ере. Данас Библија представља не само хришћанску свету књигу, него и најпродаваније дјело свих времена преведено на око 1500 језика.
Поред хришћанске Библије, која се разликује код католика и православаца, постоји и Хебрејска библија (енгл. The Hebrew Bible, хебрејски: Tanakh).

### Живот послије смрти
Хришћанско гледање на живот послије смрти обично подразумијева вјечни рај или вјечни пакао, с тим да католици додају и међуваријанту — чистилиште. Чистилиште је за оне који нису имали смртни гријех на себи. Православни хришћани не верују у чистилиште, као ни већина протестаната.
Многи хришћани нису у сагласности да ли живот послије смрти почиње непосредно по смрти или по судњем дану; и да ли то подразумијева и физичко васкрсење или само претварање у духовни облик. Један број хришћана сматра да свијест и душа продужава да живи по земаљској смрти. Јеховини свједоци вјерују, да ће праведници имати могућност да вјечно живе у рајским условима које ће Бог да успостави на Земљи.
Велики број хришћана вјерује да ће, приликом поновног доласка Исуса на Земљу (у последња времена), сви који су умрли да устану тјелесно из мртвих за последњи суд (Страшни суд). Универзалисти сматрају да пакла нема, те да ће сви људи на крају бити спашени. Међутим, ова теорија универзалиста није у складу са библијским учењем.

## Богослужја и организација
Хришћани су од самог почетка били организовани у јединствене хришћанске заједнице епархије - цркве.

### Свете тајне
Свете тајне (грч. μυστήρια — тајна (мистерија)), сакраменти (лат: sacramentum) су хришћански обреди. Њихов број се разликује код различитих хришћанских деноминација.
Већина хришћана међутим признаје седам светих тајни, које су признате у сљедећим црквама: Стара католичка, Католичка, Независна католичка, Православна древноисточне, и донекле Англиканска: крштење, миропомазање, причешће, покајање, свештенство, брак и јелеосвећење.
Већина других деноминација типично примјењује само два обреда тј. крштење (баптизам) и причешће. Неки протестанти, као нпр. Квекери, све обреде завраћају.
У Православној цркви, крштење, миропомазање и свештенство не могу се поновити, док се остале тајне понављају. По хришћанском вјеровању, света тајна је чин који преображава. Преображење је истински циљ Господа Бога у његовим спаситељским дјелима. У Христу, Бог не само да спасава човјека, не само да људима опрашта гријехе него, такође, и преображава људски живот. Свете тајне су свештене радње којима хришћанска црква преображава живот човјека, „освећује га“ и припрема га за долазеће Царство небеско. Бог је створио материју као и дух, а гријех човјека је што је раздвојио и подвојио материју и дух да би се подредио материји и постао њен роб. Свете тајне поновно спајају раздвојено.
Обично се каже да у цркви има седам светих тајни, јер број седам означава савршенство. Међутим, у Цркви има безброј светих тајни.

### Симболи
Први хришћани су, за симбол вјеровања у Исуса Христа, Божијега сина и спаситеља, одабрали знак рибе. „Исус Христос, Божији син, Спаситељ“, се на грчком пише Ису Хисту Теу Иос Сотир, а прва слова дају реч „ИХТИС“, што у преводу са грчког, значи риба.
Данас најпознатији и најраширенији хришћански симбол је крст, који може да се нађе у многим облицима, у зависности од тога која црквена организација га је издала: распеће код католика, православни крст код православних и једноставни крст код неких протестантских црквених организација, гдје неких посебних правила нема. Неке хришћанске заједнице употребљавају знак рибе, као што су то радили хришћани у рано доба хришћанства.

## Хришћански сабори
Сабори или концили (грчки σύνοδος, латински concilium) у хришћанству означавају скупштине којима присуствују епископи, ради савјетовања о важним теолошким питањима и доношења закључака и прописа. Разне епископске саборе биљежи црквена историја већ у 2. вијеку.
Најшире значење има екуменски или васељенски сабор коме присуствују патријарси, епископи, кардинали, примаси (некадашња титула између митрополита и патријарха), надбискупи... и сазивају се у изузетним приликама, а закључци су им обавезни за читаву цркву.
Првих Седам васељенских сабора (325—787) признају и Источна и Западна црква, док остале признаје Католичка црква, иако су у њима учествовали некад и неки цариградски патријарси. Другом ватиканском концилу, инспирисаном екуменским идејама папе Јована XXIII, присуствовали су и представници протестантске и Православне цркве.
Седам васељенских сабора:
- Први никејски cабор (325): посебно осудио Аријеву јерес.
- Први цариградски сабор (381): посебно осудио Македонијеву јерес.
- Ефешки сабор (431): осудио Несторијеву јерес (одвојени несторијанци) и Пелагијеву јерес (пелагијанци).
- Халкидонски сабор (451): осудио Евтихијеву монофизитску јерес, потврђено вјеровање да су у Исусу двије природе: божанска и човјечија.
- Други цариградски сабор (553)
- Трећи цариградски сабор (680—681): осудио монотелете.
- Други никејски сабор (787)

Римокатолички концили:
- Четврти цариградски сабор (869): осудио и свргнуо патријарха Фотија I. Овај сабор заправо представља почетак прве шизме између источне и западне цркве. Даљи сабори се одвијају на западу. Умјесто овог источна црква као равновасељенски рачуна Цариградски сабор (879—880) који је осудио сабор из 869. године и рехабилитовао патријарха Фотија.
- Латерански I (1123): санкционише Вормски конкордат.
- Латерански II (1139)
- Латерански III (1179)
- Латерански IV (1215): дефинисао науку о трансупстанцијацији.
- Лионски I (1245)
- Лионски II (1274) (доноси одлуку о реформи цркве и за кратко вријеме успоставља јединство источне и западне цркве, ради заједничке борбе у крсташким ратовима.
- Виенески (1311—1312): укида ред темплара.
- Константски (1414—1418): почиње шизма у западној цркви, осуђени Јан Хус и Јеролим Плашки.
- Сабор у Базелу, Ферари и Фиренци (1431—1445): Овај сабор је отпочео рад у Базелу, па је 1438. премештен у Ферару, а затим 1439. у Фиренцу. На сабору је разматрано питање о двоструком исхођењу Светог духа (Филиокве) и проглашена је Фирентинска унија, коју Православна црква није прихватила. Унија је 1439. године проглашена и са делом Јерменске цркве, а 1442. године са јаковитима.
- Латерански V (1512—1517)
- Тридентски (1546—1563): осудио Лутера, Калвина и Цвинглија, подјела на римокатолике и протестанте.
- Ватикански I (1869—1870): дефинише се догма о папиној непогрјешивости.
- Ватикански II (1962—1965): расправља о екуменизму, о слободи вјере и о увођењу народног језика у литургију.

## Распрострањеност
Хришћанство је данас најраспрострањенија религија на свијету, уз ислам, са највећим бројем вјерника. Хришћани чине већину у Европи, цијелој Америци, Аустралији, а има их и у Азији и Африци. Само католика има чак 980.000.000 по подацима из 1991. године. Цркве католичке исповијести дјелују у Шпанији, Француској, Италији, Аустрији, Пољској, Мађарској, јужној Њемачкој, Словенији, Хрватској, Чешкој, Словачкој, готово целој Латинској Америци. Црква Енглеске развијена је у Енглеској.
Протестантске цркве покривају све скандинавске земље, сјеверну Њемачку и Холандију. Калвинизам доминира у Шкотској, Швајцарској и Холандији, док лутеранство преовлађује у Скандинавији, Њемачкој и Балтичким земљама. Мањи број протестаната живи у Источној Европи и Француској.
Православље је заступљено у Европи (Србија, Црна Гора, Бугарска, Грчка, Румунија, Северна Македонија, Молдавија, Русија, Украјина, Белорусија и Грузија, дијеловима Хрватске, Босне и Херцеговине, Албаније, Јерменије, Естоније, Летоније, Кипра), те на блиском истоку, а сада у порасту и у земљама западне европе, Америке, Далеког истока.